# Секурсько
Секурсько (пол. Sekursko) — село в Польщі, у гміні Житно Радомщанського повіту Лодзинського воєводства.
Населення — 251 особа (2011).
У 1975-1998 роках село належало до Ченстоховського воєводства.

## Демографія
Демографічна структура станом на 31 березня 2011 року:
|          | Загалом | Допрацездатний вік | Працездатний вік | Постпрацездатний вік |
| -------- | ------- | ------------------ | ---------------- | -------------------- |
| Чоловіки | 130     | 24                 | 84               | 22                   |
| Жінки    | 121     | 22                 | 60               | 39                   |
| Разом    | 251     | 46                 | 144              | 61                   |